# Die Dame mit dem Spitzentuch
Die Dame mit dem Spitzentuch ist die vierte Folge der achtteiligen Filmreihe Interpol (1963–1967).

## Handlung
Ein Waffenhändler hat auch in Kunst investiert und nennt "Die Dame mit dem Spitzentuch" von Goya sein eigen, bis es ihm gestohlen wird. Der reine Diebstahl ist dem Täter Baron von Falkhausen aber zu wenig. Mit Hilfe des Kunstfälschers Stanislaus Trogge werden drei Kopien von dem Original angefertigt. Doch nach zwei erfolgreichen Verkäufen beginnen die Schwierigkeiten und Interpol schaltet sich ein.